# Vinita (Oklahoma)
Vinita es una ciudad ubicada en el condado de Craig en el estado estadounidense de Oklahoma. En el año 2010 tenía una población de 		5743 habitantes y una densidad poblacional de 508,23 personas por km².

## Geografía
Vinita se encuentra ubicada en las coordenadas 36°38′28″N 95°9′24″O / 36.64111, -95.15667 (36.641193, -95.156676).

## Demografía
Según la Oficina del Censo en 2000 los ingresos medios por hogar en la localidad eran de $27,511 y los ingresos medios por familia eran $33,461. Los hombres tenían unos ingresos medios de $26,263 frente a los $18,182 para las mujeres. La renta per cápita para la localidad era de $13,980. Alrededor del 17.2% de la población estaban por debajo del umbral de pobreza.